# Studio 60 on the Sunset Strip
Studio 60 on the Sunset Strip es una serie de televisión estadounidense, creada por Aaron Sorkin, que comenzó a emitirse el 18 de septiembre de 2006 a través de la cadena NBC. Está protagonizada por los actores Amanda Peet, Matthew Perry, Bradley Whitford, Sarah Paulson y Steven Weber. 
El 28 de junio de 2007, la cadena NBC anunció la cancelación "momentánea" de la serie, para finalmente ser cancelada con una única temporada de 22 episodios.
El 18 de julio de 2007 se estrenó en Latinoamérica por la cadena televisiva Warner Channel. En España su emisión fue en Canal Plus.

## Sinopsis
En el primer episodio de Studio 60 On Sunset Strip, el director del programa enloquece frente a cámaras. No puede soportar que la directiva del canal haya censurado uno de sus sketch, por cuestiones políticas; entonces, mirando a la cámara frente a millones de televidentes, realiza una exhaustiva crítica de la televisión actual, tanto de su decadencia moral como de su sumisión ante lo políticamente correcto.
Después de que los ejecutivos del canal despidan a su anterior director, Jordan McDeere (Amanda Peet), apasionada presidenta de la cadena NBS, pide al sarcástico Matt Albie (Matthew Perry), antiguo jefe de guionistas del programa, y a Danny Tripp (Bradley Whitford),antiguo productor/director del programa, que devuelvan al show sus noches más memorables. A pesar de sus reparos iniciales, la información obtenida por Jordan de un exnovio referente a una recaída de Danny en su adicción a la cocaína (lo que le impide rodar la película que tenía prevista al no poder optar a un seguro hasta no tener los análisis de 18 meses sin presencia de drogas) coloca a Danny en una situación complicada y Matt decide que retomarán el liderazgo del programa. Lo que Jordan pide es casi imposible, teniendo en cuenta el pasado de ambos en el programa: Matt Albey salía con Harriet Hayes (Sarah Paulson), actriz de Studio 60, y su relación no terminó bien, además de los mencionados problemas de Danny con la cocaína. Sumándole al hecho de que la relación de ambos con Jack Rudolph (Steven Weber) (número 2 del presidente de la corporación propietaria de la NBS) es cuando menos complicada, tras la ruptura de relaciones cuatro años atrás debido a diversos incidentes motivados por la polarización de la sociedad estadounidense tras los atentados del 11S contra el World Trade Center que influyeron en gran medida en las corporaciones de comunicaciones.
Studio 60 es una serie que nos muestra el backstage de un exitoso programa de televisión y las complicadas relaciones de los que se encargan de llevarlo a cabo.

### Personajes principales
Studio 60 tiene como protagonistas al personal que hace posible un programa late-night americano del estilo de Saturday Night Live.
- Danny Tripp, interpretado por Bradley Whitford, es un director de cine que trabajó anteriormente en el programa. Es un gran amigo del guionista Matt Albie, con el cual coincidió cuando ambos trabajan en Studio 60, y, desde entonces, han realizado varios proyectos juntos. Cuando el productor del programa Wes Mendell es despedido, la nueva presidenta de programación le pide que vuelva a Studio 60. En un principio, Danny se niega a volver, pero la presidenta descubre que está superando una adicción a la cocaína y que no puede trabajar de director durante un tiempo, por lo tanto acaba aceptando el trabajo.
- Matt Albie, el personaje de Matthew Perry, es un talentoso guionista que coincidió con Danny en su etapa en el programa. Gran amigo de éste, han trabajado juntos en varios proyectos y decide volver como guionista a Studio 60 para apoyarle. El único problema es que ahí le espera su exnovia, la actriz Harriet Hayes.
- Jordan McDeere (Amanda Peet) interpreta a la recién contratada presidenta de programación, la cual en su primera noche se encuentra con el problema de Studio 60 y decide traer de vuelta a Matt y a Danny. Esto lo único que consigue es empeorar su relación con Jack Rudolph, presidente de la cadena.
- Harriet Hayes (Sarah Paulson)
- Tom Jeter (Nate Corddry)
- Simon Stiles (D. L. Hughley)
- Jack Rudolph (Steven Weber)
- Cal Shanley (Timothy Busfield)